# N.S. Nebelong
Niels Sigfred Nebelong, født Sigfrid (født 14. oktober 1806 i København, død 9. oktober 1871 i København) var en dansk arkitekt, stadsbygmester i København fra 1863 og justitsråd. Hans broder J.H. Nebelong var også arkitekt. Hans datter blev gift med arkitekten Albert Jensen.

## Uddannelse og rejser
Han var elev af arkitekten G.F. Hetsch og fik sin uddannelse på Kunstakademiet. Her vandt han i 1833 den lille og i 1837 den store guldmedalje, sidstnævnte for opgaven en Børs; i 1835 vandt han "Æresmedaillen i Architekturen" (C.F. Hansen Medaillen). Efter i flere år at have virket som lærer ved Akademiet rejste han i 1839 til udlandet på Akademiets rejsestipendium. Udlandsopholdet varede over tre år og omfattede besøg i Paris, hvor han studerede under Henri Labrouste. Derudover var destinationerne Nord- og Mellemitalien, Sicilien og Grækenland.

## Karriere
I 1843-45 restaurerede han Ribe Domkirke, en opgave, som dog ikke lå for hans evner; i Kolding indrettede han stutteribygningerne og opførte en bygning for den lærde skole. 1846 vendte han tilbage til København, 1855 blev han medlem af Akademiet på et Theater til 1600 Tilskuere, 1863 blev han konstitueret og året efter fast ansat som stadsbygmester i København. 1856 blev han Ridder af Dannebrog, 1860 titulær professor, og 1864 fik han titel af justitsråd.
I København og omegn byggede han en mængde privatbygninger, f.eks. brygger Jacobsens villa i Valby, Gyldenstjerne Sehesteds landsted i Vedbæk, justitsråd Friis' villa i Frederiksberg Allé, Johan Christian Drewsens bolig på Strandmøllen, rådmand Frederik Christoffer Bülows villa i Ewaldsgade osv. Af herregårde kan nævnes: Svanholm, Dallund, Holsteinborg, Ravnholt og Tranekær Slot; han har bygget Fyrtårne på Skagen, Sild, Sejerø, Hjelm, Hesselø, Samsø og Røsnæs, toldbygninger i Odense, Bogense og Holbæk, Ting- og Arresthuse i Københavns og Frederiksborg Amt, Odense, Holsted og Viborg; han har restaureret en mængde kirker, bygget kommuneskoler, arbejderboliger, Slagelse Kloster osv., kort sagt udfoldet en overordentlig omfattende virksomhed. Til hans betydeligste arbejder hører Vridsløselille Statsfængsel, 1856-59, og Straffeanstalten på Christianshavn, 1861-66. Ombygningen af Det kongelige Teater, 1855, var for så vidt mislykket, som han ikke fik lov til at fuldføre sin tanke, men måtte lade bygningen henstå ufærdig.
Medens han i fængselsbygningerne fandt opgaver, som han med sin praktiske og sunde sans og sine solide tekniske kundskaber fuldt ud evnede at løse, fik han i genopførelsen af Viborg Domkirke, begyndt 1863-64, først fuldført efter hans død. Kirken var stærkt forfalden, hvorfor en nedbrydning og genopførelse var helæt på sin plads. I samarbejde med kunsthistorikeren N. L. Høyen udarbejde Nebelong et rekonstruktionsprojekt, sådan som man formodede at den oprindelige bygning så ud. Alle senere tilføjelser var uinteressante. Det blev meget tidligt konstateret, at den nye domkirke på meget afgørende punkter afveg fra den oprindelige bygning. Gennemførelsen af dette projekt var medvirkende til at ændre synet på restaureringer af ældre bygninger.

## Ægteskaber
Nebelong var første gang gift med Anna Marie Christine født Eriksen, datter af skibsfører Eriksen, men hun døde efter et års ægteskab 1832; anden gang (1843) med Constance født Horn (født 1825), datter af kancelliråd, birkedommer Carl Tobias Horn (1790-1863) og Sophie Caroline født Wilhjelm (1801-1851). Han var fader til organisten J.H. Nebelong.

## Gengivelser
Nebelong er portrætteret af Constantin Hansen ca. 1829 (i familieeje), af Jørgen Roed 1870 og af Christian Jensen 1871 hos (udstillingskomiteen på Charlottenborg). Træsnit 1868 og 1871.

## Værker
- Skive Rådhus, Skive (1844)
- Holsted Tinghus, Holsted (1845)
- Kastrup Glasværk, Kastrup (o. 1845)
- Kolding Gymnasium, Kirketorvet, Kolding (1845-46, ombygget)
- Råd-, Ting- og Arresthuset, Holstebro (1846, sidebygning tilføjet 1881)
- Middelfart Toldkammer, Middelfart (1846)
- Bogense Toldkammer, Bogense (1846-47)
- Råd-, Ting- og Arresthuset, Nykøbing Mors (1846-47, fra 1924 kun rådhus)
- Ombygning og udvidelse af Odense Toldkammer, Londongade 4, Odense (1847)
- Køge Toldkammer, Køge (1847)
- Landstedet Sølyst for kammerherre G.B.G. Sehested, ved Enrum, Vedbæk Strandvej 321, Vedbæk (1847, ombygget 1915)
- Københavns Amts Ting- og Arresthus, Blegdamsvej 6 (1847-48, sammen med M.G. Bindesbøll, ombygget)
- Gammel Carlsberg, sammen med J.C. Jacobsen: Nordlige lagerbygning (1847, udvidet og ombygget ml. 1856 og 1868), hovedbygning med æresbolig (1852-54), forhøjelse af Bryggerigården med 1 etage (1858), Bryggerigårdens sydfløj (1859), kornmagasinet nord for Bryggerigården (1866, genopført efter brand 1867, alt fredet)
- Stege Toldkammer, Stege (1848)
- Hovedbygning til Strandmøllen for Johan Christian Drewsen, Strandvejen 895 (1850, vinduer udskiftet)
- Forvalterbolig, mejeri og svinestald, Svanholm Gods (o. 1850)
- Arbejderboliger, Overgaden oven Vandet 66-70, 84-88, Christianshavn (1851-52)
- Lunde Kirke ved Svendborg (1852, tårnet restaureret 1886)
- Kammerråd Friis' villa, Frederiksberg Allé (1852-53, nedrevet)
- Villa for rådmand Frederik Christoffer Bülow, Ewaldsgade 5, København (1853, fredet)
- Ting- og Arresthuse (efter samme tegning) i Fredensborg og Helsinge (1853)
- Villa for birkedommer Carl Wilhelm Quistgaard, Slotsgade 20, Villa Nova (fra 1949: Terrasserne), Fredensborg
- Havslunde, Taarbæk Strandvej 740, Springforbi (før 1855, nedrevet 1965 som led i Springforbiplanen)
- Ombygning af Bredgade 6, København (1853-54, nedrevet)
- Bredgade 24/Sankt Annæ Plads 2 (1855, fredet 1987)
- Ombygning af Vartov, Farvergade 27, København (1856-60)
- Ombygning af Det kgl. Teater, Kongens Nytorv (1857, nedrevet 1874)
- Skagen Fyr på Grenen (1858, fredet)
- Vesborg Fyr, Kolby, Samsø (1858)
- Slagelse nye Kloster (1857-59)
- Fuldførelse af Vridsløselille Straffeanstalt (1859, senere udvidet, kirkesalen forandret)
- Københavns Universitets kemiske Laboratorium, Ny Vestergade 11, København, baghuset (1859)
- Københavns Vandværk, nu bl.a. Pumpehuset, Studiestræde (1859, udpeget som nationalt industriminde 2007)
- Domhuset, Albanigade 28, Odense (1861, udvidet)
- Christianshavns Straffeanstalt, kaldet Kvindefængslet, Christianshavns Torv, Christianshavn (1861-64, nedrevet 1928)
- Hirtshals Fyr (1863)
- Udvidelse af Viborg Straffeanstalt (1863-64)
- Indvendige dekorationer i Den Danske Frimurerordens tidligere logebygning, Klerkegade, København (1868)
- Råd-, Ting- og Arresthuset, Nykøbing Sjælland (1868-69)
- Kommuneskole, Nansensgade 44-46, København (1870)
- Fuldførelse af broderen J.H. Nebelongs tilbygning til Oringe Statshospital (1871)
- Mellembryggeriet, Ny Carlsberg (1871-76, sammen med C.F. Thomsen, nedrevet)
- Bovbjerg Fyr (opført efter Nebelongs tegninger 1876-77)

### Tilskrivninger
- Aldershvile, Skibbroen 29, Ribe (1852)

### Restaureringer
- Ribe Domkirke (1843-45, sammen med F.F. Friis)
- Store Heddinge Kirke (1853-54)
- Garnisons Kirke, København (1860)
- Tranekær Slot (1862-63)
- Hårby Kirke på Fyn (1856)
- Viborg Domkirke (undersøgelse 1859, restaurering påbegyndt sammen med J. Tholle 1863, færdig 1876, det indre fuldført af H.B. Storck)
- Trinitatis Kirke og Rundetårn (1870-71, i det væsentlige efter Christian Hansens tegninger)